# Western Australia PGA Championship
Het Western Australia PGA Championship is een jaarlijks golftoernooi in Australië, dat deel uitmaakt van de Australaziatische PGA Tour. Het werd opgericht in 1933 en wordt sindsdien gespeeld op verschillende golfbanen in de staat West-Australië. Het toernooi telt ook mee voor het puntensysteem van de Australische golfbond, Golf Australia.

## Geschiedenis
In de jaren 1990 en 2000 stond dit toernooi op de kalender van de "Von Nida Tour", een opleidingstour van de Australaziatische PGA Tour. Echter, door de opkomst van de Aziatische PGA Tour werd de "Von Nida Tour" in 2009 opgeborgen nadat de tour verenigde met de Australaziatische PGA Tour. Het toernooi maakt sinds 2009 deel uit van de Australaziatische PGA Tour.

## Winnaars
- 1933:  E D Bissett
- 1934:  Walter Baldwin
- 1935:  E D Bissett
- 1936:  C Snow
- 1937:  C Snow
- 1938:  Tom Howard
- 1939:  Eric Alberts
- 1940: Geen toernooi (WOII)
- 1941: Geen toernooi (WOII)
- 1942: Geen toernooi (WOII)
- 1943: Geen toernooi (WOII)
- 1944: Geen toernooi (WOII)
- 1945: Geen toernooi (WOII)
- 1946:  F Thompson
- 1947:  H Godden
- 1948:  F Thompson
- 1949:  L A Nichols
- 1950:  C Jackson
- 1951:  L A Nichols

- 1952:  L A Nichols
- 1953:  L A Nichols
- 1954:  B W Crafter
- 1955:  B W Crafter
- 1956:  B W Crafter
- 1957:  LA Nichols
- 1958:  L A Nichols
- 1959:  L A Nichols
- 1960:  Robert Tuohy
- 1961:  Roy Draddy
- 1962:  Roy Draddy
- 1963:  Roy Draddy
- 1965:  L A Nichols
- 1966:  Hilary Lawler
- 1967:  L Thomas
- 1968:  R Draddy
- 1969:  Graham Marsh
- 1970:  Hilary Lawler
- 1971:  Ross Metherell

- 1972:  B W Fry
- 1973:  Ross Metherell
- 1974:  G Johnson
- 1975:  G Johnson
- 1976:  A Cooper
- 1977:  Kel Nagle
- 1978:  Graham Marsh
- 1979:  R Coombes
- 1980:  P Randall
- 1981:  Terry Gale
- 1982:  P Mills
- 1983:  Ross Metherell
- 1984:  T K Osborn
- 1984:  G Menick
- 1985:  Peter Senior
- 1986:  Roger Mackay
- 1987:  G Taylor
- 1989:  R Farley
- 1990:  M Colandro

- 1991:  Brad Andrews
- 1992:  Brad Andrews
- 1993:  Mal Baker
- 1994:  Michael Barry
- 1995:  Greg Chalmers
- 1996:  David Ecob
- 1997:  Stephen Leaney
- 1998:  David Armstrong
- 1999:  Euan Walters
- 2000:  Matt Habgood
- 2001:  Marcus Cain
- 2002:  Kim Felton
- 2003:  Kim Felton
- 2004:  Kim Felton
- 2005:  Adam Bland
- 2006:  Andrew Pitt
- 2007:  Jason Norris
- 2008:  Michael Long

### Winnaars op de Australaziatische PGA Tour
| Jaar | Winnaar            | Score | Score | Info                                 |
| ---- | ------------------ | ----- | ----- | ------------------------------------ |
| 2009 | Andrew Bonhomme po | 281   | –7    | Won de play-off van Hamish Robertson |
| 2010 | David Bransdon     | 271   | –17   |                                      |
| 2011 | Michael Wright     | 273   | –15   |                                      |
| 2012 | Peter Wilson       | 283   | –5    |                                      |
| 2013 | Jack Wilson po     | 278   | –10   | Won de play-off van Nick Gillespie   |
| 2014 | Ryan Lynch         | 276   | –12   |                                      |